# Eudonia perinetensis
Eudonia perinetensis là một loài bướm đêm trong họ Crambidae. Chúng được Leraut mô tả năm 1989. Loài này được tìm thấy ở Madagascar.